# Radikal 103
Radikal 103 mit der Bedeutung „Stoff-Ballen“ ist eines von 23 der 214 traditionellen Radikale der chinesischen Schrift, die mit fünf Strichen geschrieben werden.
Mit 4 Zeichenverbindungen in Mathews’ Chinese-English Dictionary gibt es sehr wenige Schriftzeichen, die unter diesem Radikal im Lexikon zu finden sind.
Das Radikal „Stoffballen“ nimmt nur in der Langzeichen-Liste traditioneller Radikale, die aus 214 Radikalen besteht, die 103. Position ein. In modernen Kurzzeichen-Wörterbüchern kann es sich an ganz anderer Stelle finden. Im Neuen chinesisch-deutschen Wörterbuch aus der Volksrepublik China steht es zum Beispiel an 156. Stelle.
Ein Zeichen, das dem Fluss sehr ähnlich sieht, liefert ein weiteres Beispiel für die Verwendung eines Schriftzeichens für eine übertragene Bedeutung. Die alte Zeichnung scheint an die Streifen zu erinnern, die sich die weniger Vermögenden um die Unterschenkel wickelten, wenn sie sich keine Stiefel leisten konnten. 
Als Radikal hat 疋 die Aussprache shi und die Bedeutung Fuß. Links im zusammengesetzten Zeichen tritt 疋 häufig in abgewandelter Form auf wie in 疏 (shu = beiseite räumen, kämmen); hier fungiert es auch als Lautträger. Ebenfalls in: 楚 (chu = ordentlich), 胥 (= subalterner Beamter). Das Zeichen 蛋 (dan = Ei) trug als Kopf-Komponente ursprünglich 延 (yan = verlängern), das heute verwendete 疋 hat im Ei also nur eine allgemeine Funktion.

## Schriftzeichenverbindungen, die vom Radikal 103 regiert werden
| Striche | Zeichen |
| ------- | ------- |
| +0      | 疋      |
| +03     | 疌      |
| +05     | 疍      |
| +06     | 疏      |
| +07     | 疎      |
| +09     | 疐 疑   |

 Im Unicodeblock Kangxi-Radikale ist das Radikal 103 unter der Codepointnummer 12.134 (U+2F66) codiert.